# Museo del Puerto de Ingeniero White
El Museo del Puerto de Ingeniero White es una institución municipal, pública y comunitaria que surge en la ciudad de Ing. White, Bahía Blanca (provincia de Buenos Aires, Argentina) en 1987.
Su objeto es la historia y el presente de trabajadores y vecinos de la localidad, atendiendo a las articulaciones entre vida cotidiana y producción portuaria a través de acciones comunitarias. Su Archivo de Relatos Orales es uno de los más importantes del país, con más de 1100 entrevistas a cocineras, estibadores, ferroviarios, etc. 
Su «Asociación de Amigos del Museo» está compuesta por vecinas de la comunidad. Ellas participan del ciclo donde cada domingo cocineras barriales, organizaciones y colectividades presentan tortas y masitas. 
Los proyectos han sido y siguen siendo múltiples, pero hay tres líneas de trabajo que, aún con variantes y actualizaciones, se mantienen casi desde aquellos inicios: el trabajo de “La Cocina”, nuestro espacio fundamental, donde todos los fines de semana se puede tomar un chocolate con tortas o masitas preparadas por cocineras barriales o colectivos inmigrantes o sindicales; el trabajo con las escuelas, con el objetivo no solo de proponer temas y problemas de la historia y el presente local sino, sobre todo, de hacer del museo un espacio de invención pedagógica; y el trabajo con los archivos, tanto de relatos orales, como de fotografías, documentos y objetos, que ha permitido que el Museo del Puerto sea una de las instituciones capaces de desplegar un conjunto variado, heterogéneo y ecléctico de materiales de la vida cotidiana, popular, festiva y laboral de una comunidad.
Además de esas tres perspectivas, el museo organiza bailes, talleres de escritura, talleres de bordado, edita publicaciones sobre narraciones locales u objetos singulares, arma muestras diversas sobre repasadores u otros útiles de cocina, acompaña el armado de eventos comunitarios como bingos, prepara un taller de barquitos de papel o de barriletes capaces de volar sobre las líneas de electricidad, riega las plantas vecinales de su patio o arma “delantalazos” para acompañar la expansión de los feminismos populares.

## Directores del Museo del Puerto
- 1987-2003: Reynaldo Merlino
- 2003-2011: Sergio Raimondi
- 2011-2012: Aldo Montesinos
- 2012-2018: Leandro Beier
- 2019-presente: Lucía Bianco